# Ершов, Леонид Владимирович
Леони́д Влади́мирович Ершо́в (25 мая 1906 года, Двинск — 1938?) — депутат Третьего (в 1928—1931; избран по списку независимых социалистов) и Четвёртого (в 1931—1933) Сеймов Латвии от Латгальского избирательного округа, член рабоче-крестьянской фракции. В обоих этих созывах был самым молодым депутатом. Был также депутатом Даугавпилсской думы. В феврале 1933 года в Латвии осужден за организацию антигосударственного собрания. Эмигрировал в СССР, где был репрессирован.